# Anthobaphes violacea
La nettarinia ventrearancio (Anthobaphes violacea (Linnaeus, 1766)) è un uccello della famiglia Nectariniidae. È l'unica specie nota del genere Anthobaphes Cabanis, 1850.